# Nowojelnia
Nowojelnia (biał. Наваельня) – osiedle typu miejskiego na Białorusi w obwodzie grodzieńskim w rejonie zdzięcielskim, 3,0 tys. mieszkańców (2010).
Znajdują tu się parafialna cerkiew prawosławna pw. Narodzenia Matki Bożej oraz stacja kolejowa Nowojelnia, leżąca na linii Równe – Baranowicze – Lida – Wilno.

## Historia

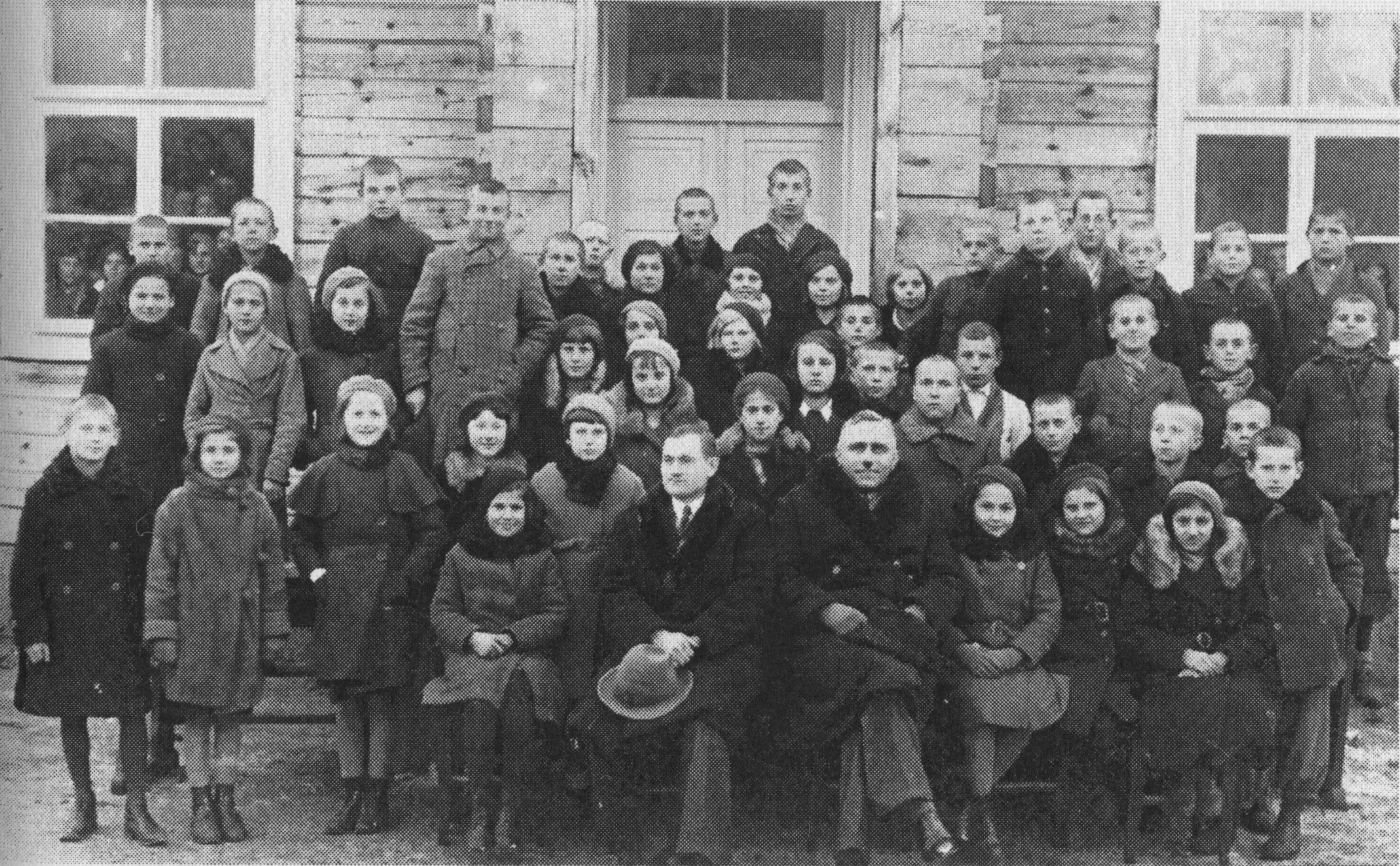
Szkoła w Nowojelni, 1937 rok. Trzeci od lewej siedzi jej kierownik Jan Tabisz, zamordowany po wkroczeniu Sowietów w 1939 roku.

W I Rzeczyspolitej leżała w granicach województwa nowogródzkiego. W 1795 została przyłączona do Rosji na skutek III rozbioru Polski.
15 kwietnia 1919 roku zgrupowanie Wojska Polskiego pod dowództwem mjr. Leona Zawistowskiego odbiło Nowojelnię z rąk bolszewików.

## Urodzeni w Nowojelni
- Antoni Tyzenhauz - podskarbi nadworny litewski, pisarz wielki litewski, koniuszy litewski